# Produit libre
En mathématiques, et plus particulièrement en théorie des groupes, le produit libre de deux groupes G et H est un nouveau groupe, noté G∗H, qui contient G et H comme sous-groupes, est engendré par les éléments de ces sous-groupes, et constitue le groupe « le plus général » possédant ces propriétés. 
Le produit libre est le coproduit, ou « somme », dans la catégorie des groupes, c'est-à-dire que la donnée de deux morphismes, de G et H dans un même groupe K, équivaut à celle d'un morphisme de G∗H dans K.
On définit de même le produit libre d'une famille (Gi)i∊I de groupes. Lorsque tous les Gi sont égaux à ℤ, leur produit libre est le groupe libre FI.

## Définition
Si G et H sont deux groupes, leur produit libre G∗H est défini comme le groupe (unique à isomorphisme près), dans lequel les groupes G et H s'injectent (i:G→G∗H et j:H→G∗H) avec la propriété universelle suivante :
Pour tout groupe K, pour tous morphismes g:G→K et h:H→K, il existe un unique morphisme f:G∗H→K qui prolonge à la fois g et h, c'est-à-dire tel que f∘i=g et f∘j=h.
Autrement dit, le produit libre est le coproduit (ou somme) dans la catégorie des groupes, par opposition au produit direct d'une famille de groupes, qui est un exemple de produit en théorie des catégories.
Cette définition s'étend en remplaçant (G,H) par une famille quelconque de groupes.

## Construction
L'unicité de G∗H est assurée par sa propriété universelle. Démontrons son existence. On peut supposer que G et H sont disjoints, en les remplaçant si nécessaire par G×{1} et H×{2} (cf. Réunion disjointe).
Un mot sur G et H est alors un produit formel s1s2…sn où chaque si est un élément de G ou de H. On peut réduire un tel mot en répétant le plus possible les deux opérations :
- effacer une occurrence de l'élément neutre de G ou de H
- remplacer une succession de deux éléments de G par un seul élément (leur produit dans G), ou remplacer une succession de deux éléments de H par leur produit dans H.

Tout mot ainsi réduit est formé par une alternance d'éléments de G et d'éléments de H, par exemple g1h1g2h2…gkhk (ou encore g1h1g2h2…hk-1gk, ou h1g1h2g2…hkgk, ou enfin h1g1h2g2…gk-1hk).
Le produit libre G∗H est l'ensemble de ces mots réduits, muni de l'opération de concaténation puis réduction. (Il faut prouver que cette opération est une loi de groupe. L'existence du neutre et des symétriques se démontre très facilement, mais l'associativité est un peu moins évidente. Un des procédés servant à la démontrer est l'artifice de van der Waerden,.)
Il est clair qu'un produit libre est toujours infini, sauf bien sûr le produit libre d'un groupe fini par des groupes triviaux.

## Présentations
Si G et H sont décrits par générateurs et relations

alors une présentation de G∗H est :
Par exemple :
- si G est le groupe cyclique d'ordre 2 et H celui d'ordre 3 :{\displaystyle G=\langle x\mid x^{2}=1\rangle ,\quad H=\langle y\mid y^{3}=1\rangle ,}alors G∗H = ℤ2∗ℤ3 est le groupe{\displaystyle G*H=\langle x,y\mid x^{2}=y^{3}=1\rangle ,}isomorphe au groupe projectif spécial linéaire PSL(2,ℤ) ;
- comme il n'y a aucune relation dans un groupe libre, tout produit libre de groupes libres est un groupe libre. Plus précisément, le groupe libre Fα de rang α est le produit libre de α copies de ℤ, et le produit libre de Fα par Fβ est isomorphe à Fα+β.

## Généralisations

### Produit libre amalgamé
De même que le produit libre est la somme dans la catégorie des groupes, le produit libre amalgamé, qui le généralise, est défini comme la somme amalgamée dans cette catégorie.
Soient G et H deux groupes, et F un troisième groupe, muni de morphismes φ : F → G et ψ : F → H. On peut construire le produit libre amalgamé G∗FH de G et H au-dessus de F à partir du produit libre G∗H en quotientant par les relations φ(f) = ψ(f). Un peu plus formellement : G∗FH est le quotient de G∗H par le sous-groupe normal engendré (en) par les φ(f) ψ(f)−1 quand f parcourt F (on ne va pas jusqu'à formaliser les injections canoniques de G et H dans G∗H, qu'on assimile à des inclusions).
Par exemple, SL(2,ℤ) est un produit libre amalgamé de deux groupes cycliques d'ordres 4 et 6 au-dessus d'un sous-groupe d'ordre 2.

### Produit libre d'algèbres
On peut définir de même le produit libre pour d'autres structures algébriques que les groupes, comme les algèbres associatives (sur un anneau commutatif donné). En théorie des probabilités libres, ce produit libre d'algèbres de variables aléatoires joue le même rôle, pour définir l'indépendance libre (en), qu'en théorie classique des probabilités le produit tensoriel (correspondant au produit des espaces mesurés sous-jacents), pour définir l'indépendance.

## Applications
En topologie algébrique, le théorème de van Kampen établit (sous certaines hypothèses de connexité par arcs) que le groupe fondamental d'un bouquet de deux espaces pointés est le produit libre de leurs groupes fondamentaux et plus généralement, que le groupe fondamental d'une réunion de deux ouverts est un produit libre amalgamé de leurs groupes fondamentaux.
En théorie de Bass-Serre (en), on montre que tout groupe muni d'une action à stabilisateurs finis sur un arbre peut être construit à partir de groupes finis par produits libres amalgamés et extensions HNN. Par exemple, l'action du groupe modulaire sur un certain pavage du plan hyperbolique permet d'exprimer ce groupe sous la forme ℤ4∗ℤ2ℤ6.